# Орора (Північна Кароліна)
Орора (англ. Aurora) — місто (англ. town) в США, в окрузі Бофорт штату Північна Кароліна. Населення — 455 осіб (2020).

## Географія
Орора розташована за координатами 35°18′10″ пн. ш. 76°47′22″ зх. д. / 35.30278° пн. ш. 76.78944° зх. д. (35.302904, -76.789348).  За даними Бюро перепису населення США в 2010 році місто мало площу 2,66 км², з яких 2,40 км² — суходіл та 0,26 км² — водойми.

## Демографія
Згідно з переписом 2010 року, у місті мешкало 520 осіб у 241 домогосподарстві у складі 138 родин. Густота населення становила 196 осіб/км².  Було 315 помешкань (118/км²).
Расовий склад населення:
| - 52,1 % — білих - 42,7 % — чорних або афроамериканців - 0,6 % — корінних американців - 0,2 % — вихідців з тихоокеанських островів - 1,2 % — осіб інших рас |

До двох чи більше рас належало 3,3 %. Частка іспаномовних становила 2,9 % від усіх жителів.
За віковим діапазоном населення розподілялося таким чином: 22,7 % — особи молодші 18 років, 57,1 % — особи у віці 18—64 років, 20,2 % — особи у віці 65 років та старші. Медіана віку мешканця становила 44,7 року. На 100 осіб жіночої статі у місті припадало 82,5 чоловіків;  на 100 жінок у віці від 18 років та старших — 80,3 чоловіків також старших 18 років.
Середній дохід на одне домашнє господарство  становив 50 003 долари США (медіана — 40 625), а середній дохід на одну сім'ю — 60 454 долари (медіана — 47 500). За межею бідності перебувало 12,5 % осіб, у тому числі 5,7 % дітей у віці до 18 років та 15,1 % осіб у віці 65 років та старших.
Цивільне працевлаштоване населення становило 190 осіб. Основні галузі зайнятості: роздрібна торгівля — 21,1 %, освіта, охорона здоров'я та соціальна допомога — 17,4 %, транспорт — 16,8 %.